# Struhařov (Benešovi járás)
Struhařov település Csehországban, a Benešovi járásban. Struhařov Benešov, Bystřice, Chotýšany, Bílkovice, Teplýšovice, Postupice és Třebešice településekkel határos. Lakosainak száma 995 fő (2024. január 1.).

## Népesség
A település lakosságának változását az alábbi diagram mutatja:
| Lakosok száma | 1718 | 1666 | 1495 | 1055 | 754  | 630  | 861  | 890  | 953  | 995  |
|               | 1869 | 1890 | 1921 | 1950 | 1980 | 2001 | 2017 | 2019 | 2022 | 2024 |